# Karl Severin Hansson

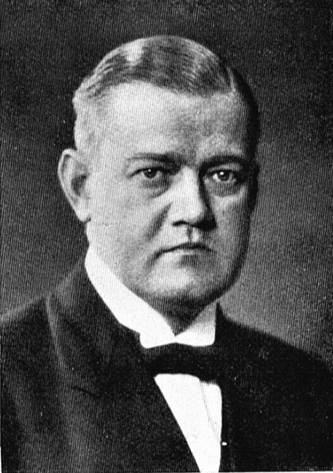
Karl Severin Hansson

Karl Severin Hansson, född 22 juni 1884 i Göteborg, död där 4 januari 1947, var en svensk arkitekt.

## Biografi
Karl Severin Hansson var son till byggmästaren Bernhard Severin Hansson och Hilma Johandotter. Han studerade vid Technikum Strelitz till 1906, med fortsatta studier i Tyskland, Frankrike, Belgien och Nederländerna 1906–1907. Därefter återvände han till Göteborg där han startade egen arkitektverksamhet och verkade som värderingsman.
1939 utnämndes han till Riddare av Vasaorden.

## Verk i urval

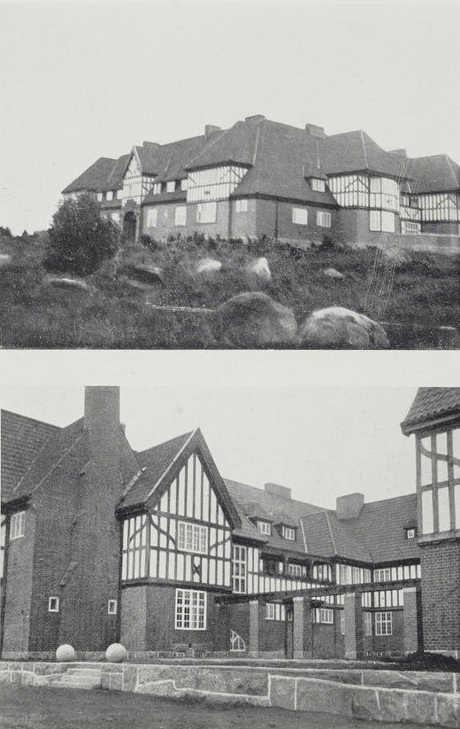
George Seatons jaktslott

- George Seatons jaktslott, 1915–1916
- Villa Janson, Viktor Rydbergsgatan 22. (tillsammans med Eugen Thorburn), 1917
- Byggnader i kvarteret Blåklinten, Göteborg, 1917–1918
- Bostadsföreningen Göteborg, Bagaregården, 1917
- Fjällbohemmet, fattigvårdsanstalt i Fjällbo (tillsammans med Gerdt Stendahl), 1939
- Örgrytehemmet
- Bostadshus, Övre Olskroksgatan 4–16
- Bostadshus, Ånäsvägen/Falkgatan, 1924